# Петипа-Чижова, Надежда Константиновна
Надежда Константиновна Петипа-Чижова (3 [15] февраля 1896, Петербург — 21 февраля 1977, Москва) — советская актриса; Народная артистка РСФСР (1955).

## Биография
Отец — Константин Матвеевич Чижов (1874—1946), сын скульптора Матвея Афанасьевича Чижова (1838—1916) и Эмилии Романовны Бринкман; инженер для поручений в Техническом комитете Военного ведомства, участник Гражданской войны, затем инспектор Высшей военной инспекции Реввоенсовета.
Мать — балерина Мариинского театра Надежда Мариусовна (1874—1945), дочь балетмейстера Мариуса Ивановича Петипа (1818—1910) и балерины Любови Леонидовны Савицкой (1854—1919).
В связи с переводом отца по службе семья переехала в Казань, где не было балетной школы. Н.Петипа-Чижова окончила Казанское музыкальное училище по классу фортепиано, но, не обладая голосом, продолжила образование в Московском филармоническом училище, которое окончила по классу драмы в 1917 году. Училась у таких мастеров Малого театра как Николай Капитонович Яковлев, Иван Андреевич Рыжов, Иван Степанович Платон, Мария Петровна Юдина. С 1916 года, ещё будучи студенткой второго курса Филармонического училища, служила в летнем театре в Малаховке, затем в театре Суходольского, в театре Я. Д. Южина, театре Корша.
В 1924—1931 годах работала в театрах Липецка, Воронежа, Симферополя, Казани, Иркутска, Хабаровска, Владивостока, Красноярска. В 1931—1954 годы — актриса Свердловского драматического театра. В 1943 г. пробыла два с половиной месяца на фронте с бригадой актёров «для обслуживания частей Красной Армии».
Умерла 21 февраля 1977 года в Москве. Похоронена на Введенском кладбище (8 уч.), где находилась мастерская памятников отца её деда Матвея Чижова.

## Творчество
Острохарактерная актриса, мастер реалистического сценического портрета. Её роли отличались «внешней характерностью, лиричностью», умением «живописать словом и движением — и в работах над ролями русской классики, и в образах пьес зарубежных драматургов», — пишет А.Панфилов в книге «Театральное искусство Урала».

### Театральные работы
- Лидия Ивановна («Анна Каренина» Л. Н. Толстого, 1936)
- Васса («Васса Железнова» А. М. Горького, 1941)
- Марфа Петровна («Русские люди» К. М. Симонова, 1942)
- Глафира Фирсовна («Последняя жертва» А. Н. Островского, 1947)
- Хиония Алексеевна («Приваловские миллионы» Д.Мамина-Сибиряка, 1950)
- Шарлотта («Вишневый сад» А. П. Чехова, 1954)
- Вероника («Утопия»)
- Пошлепкина («Ревизор»)
- Марселина («Женитьба Фигаро»)
- Варвара («Егор Булычёв»)

### Фильмография
- 1958 — Очередной рейс — мать Антона и Ани

## Награды
- Заслуженная артистка РСФСР (1944).
- Народная артистка РСФСР (1955).